# Indalecio Liévano Aguirre
Indalecio Liévano Aguirre (Bogotá, 24 de julio de 1917-Ibidem 29 de marzo de 1982) fue un diplomático, escritor, periodista, estadista, abogado, economista, historiador, y político colombiano, militante importante del Partido Liberal Colombiano. Fue presidente de Colombia brevemente en 1975.
Fue canciller de Colombia durante el gobierno de López Michelsen, cargo bajo el cual fue impulsor de varios tratados limítrofes con otro país y una política pacífica con todos los países del mundo; como designado presidencial, ocupó la presidencia brévemente a finales de septiembre de 1975. También fue embajador de Colombia ante la ONU en el de Turbay. En la ONU llegó a ser presidente de la Asamblea General de la ONU en 1978.
Como escritor e historiador destacó como defensor del legado del expresidente colombiano Rafael Núñez, y la publicación de la que se considera como una de las mejores biografías sobre Simón Bolívar en Hispanoamérica.

## Biografía

### Inicios
Nacido en Bogotá el 24 de julio de 1917. Fue bachiller del Colegio Mayor de San Bartolomé, donde estudió literatura, filosofía y letras, graduándose en 1939.
Estudió Derecho en la Universidad Javeriana. Durante su estancia en la Javeriana, dirigió un comité estudiantil que convocó la huelga de mayo de 1938.
Liévano se graduó en 1944 como Doctor en Derecho y Ciencias Políticas, siendo su ceremonia de grado un evento con nutrida presencia de personalidades del Liberalismo como Carlos Lleras Restrepo (tutor de la tesis de Liévano), y el entonces presidente del país Alfonso López Pumarejo, junto a varios maestros militantes del partido.  
Gracias a su tesis de grado, una biografía del expresidente colombiano Rafael Núñez, Liévano fue designado como miembro correspondiente de la Academia Colombiana de Historia en 1945, y fue ascendido a miembro de número (o de permanencia) en 1950. La primera edición de la obra, de 1932, contó con el prólogo del entonces militante liberal Eduardo Santos, director de El Tiempo.

### Carrera
Como periodista colaboró con los diarios liberales El Tiempo, El Espectador, y dirigió los diarios La Calle y El Liberal. También trabajó en el periódico conservador El Siglo, y los medios La Nueva Prensa, la revista Semana, la revista portuguesa Sábado, Revista de las Indias entre otros medios relevantes.
Alternando su carrera periodística, Liévano ocupó en el gobierno de López el cargo de secretario privado de la presidencia en 1944 (por invitación de López, que quedó muy a gusto con la tesis de Liévano), en donde conoció al hijo de López, Alfonso López Michelsen, quien se convirtió en uno de sus grandes amigos. En 1945, el presidente Lleras Camargo lo comisionó como secretario en la embajada colombiana en el Reino Unido.  
En 1948, el presidente conservador Mariano Ospina Pérez lo nombró como representante de Colombia ante la Conferencia de las Naciones Unidas sobre Comercio y Empleo, celebrada en La Habana en marzo de 1948, un mes antes de los acontecimientos de El Bogotazo.  
Por su experiencia con el gobierno cubano, el presidente Roberto Urdaneta lo nombró embajador de Colombia en la isla en 1952; posteriormente el gobierno militar de Gustavo Rojas Pinilla lo comisionó a la delegación colombiana ante la OEA en 1954. En 1958 participó de la fundación del Movimiento Revolucionario Liberal (MRL) de Alfonso López Michelsen, y que buscaba hacer oposición al Frente Nacional, de los Lleras y la familia Gómez.
En 1964 es elegido Representante a la Cámara por el MRL durante el Frente Nacional, permaneciendo en su curul hasta 1966, y repitiendo en el mismo cargo de 1966 a 1970. En 1970 llega al Senado, donde estuvo por dos períodos hasta 1978.

## Ministerio de Relaciones Exteriores (1974-1978)
En 1974 es reelecto senador y el presidente liberal Alfonso López Michelsen lo designa Ministro de Relaciones Exteriores, el 7 de agosto de 1974. En el cargo Liévano destacó, participando en la firma de tratados limítrofes como la delimitación Liévano-Lucio con Ecuador, firmado en 1975.

### Designatura presidencial (1975-1978)
Su trabajo desde la cancillería convirtió a Liévano en el ministro más importante del gobierno colombiano, y en 1975 el presidente López lo nombró primer designado presidencial. Liévano ocupó la presidencia interina de Colombia en varias ocasiones a lo largo de 1975, 1976 y 1977 y ninguna de ellas de forma consecutiva, todas ellas durante licencias solicitadas por el titular, Alfonso López Michelsen.  

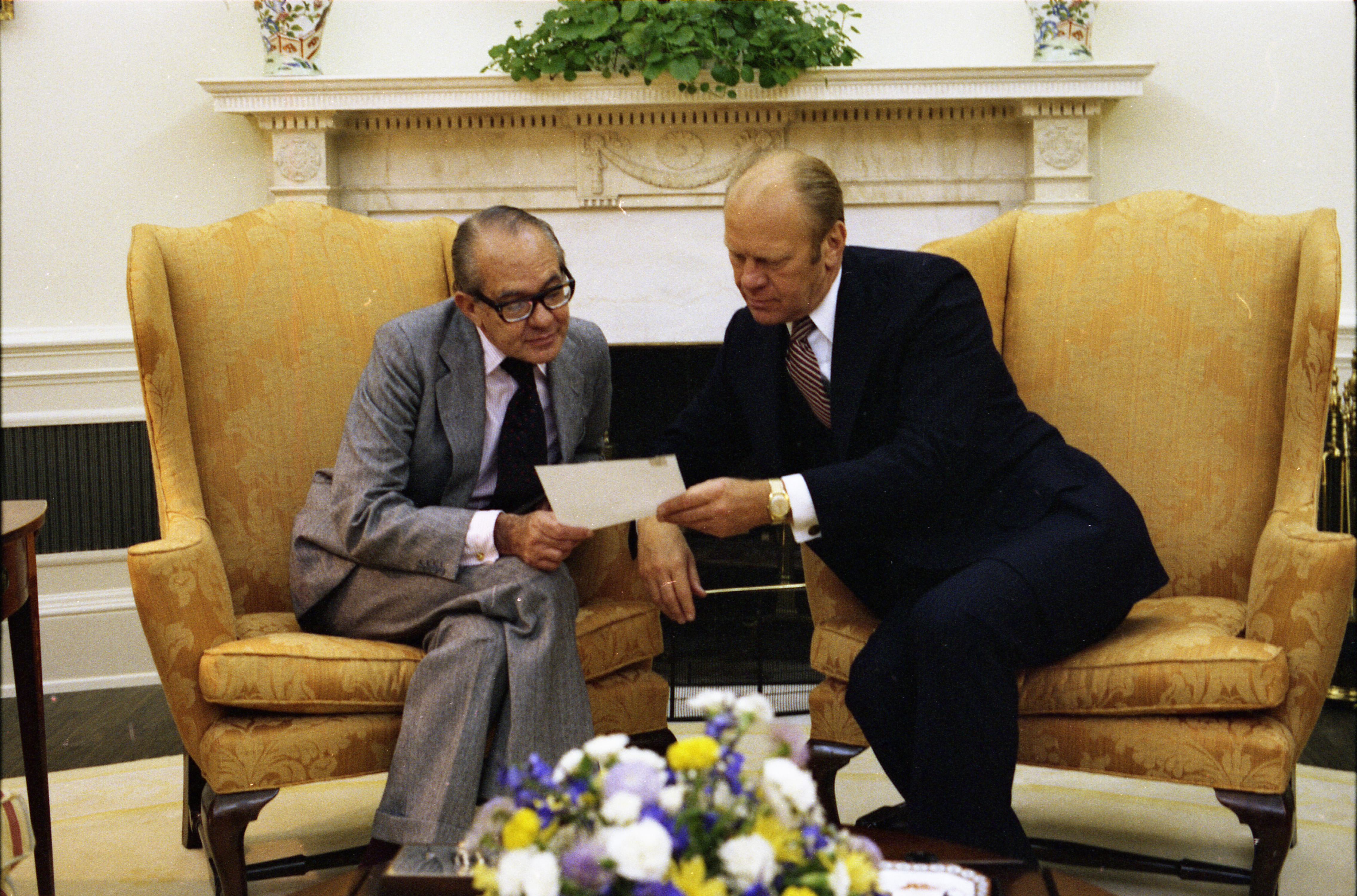
Gerald Ford y López, 1975.

La primera vez que ejerció la presidencia fue en septiembre de 1975, cuando el Congreso colombiano lo nombró por la ausencia temporal de López durante su visita a los Estados Unidos para reunirse con Gerald Ford, ocupando el cargo por unos días, del 23 al 30 de septiembre, hasta el regreso de López de Estados Unidos. Su único acto público como presidente lo hizo el 26 de septiembre de 1976, cuando asistió a un evento en conmemoración de los 150 años del nacimiento del expresidente Rafael Núñez.
El 6 de octubre de 1976, el Congreso lo eligió nuevamente como designado presidencial para el período 1976-1978. Por esos días, en el mes de octubre de 1976, Liévano volvió a ejercer como presidente de la república y de nuevo en septiembre de 1977, durante otras licencias de López Michelsen.
De regreso a su cargo como canciller, Liévano fue responsable del Tratado Liévano-Boyd, firmado en Cartagena el 20 de noviembre de 1976, con el cual el gobierno colombiano estableció límites marítimos con Panamá. Posteriormente firmó el Tratado Liévano-Brutus, para la delimitación de las fronteras marítimas con Haití, firmado el 17 de febrero de 1978 en Puerto Príncipe.

### Trabajo en la ONU
En 1978 el presidente liberal Julio César Turbay lo confirma en el cargo hasta el 20 de septiembre de 1978, cuando fue nombrado embajador de Colombia ante la ONU. Durante su permanencia en el cargo, Liévano fue elegido Presidente de la Asamblea General de las Naciones Unidas, en 1978. Liévano permaneció en la ONU hasta diciembre de 1981, cuando renunció.

### Últimos años

#### Elecciones presidenciales de 1982
Liévano regresó a Colombia a finales de 1981 para apoyar la candidatura presidencial del expresidente López Michelsen, de quien fue jefe de debate. Sin embargo, Liévano no pudo continuar en la campaña por su repentino fallecimiento en 1982. López fue vencido meses después por el candidato conservador Belisario Betancur Cuartas.

#### Fallecimiento
Indalecio Liévano Aguirre falleció durante la madrugada del lunes 29 de marzo de 1982, de un infarto agudo de miocardio, mientras dormía en su residencia de la Carrera Séptima con 18, en Bogotá, siendo descubierto por uno de sus empleados en horas de la mañana cuando este tocó a la puerta de su habitación para llevarle su desayuno matutino. Según se reporta, Liévano había estado montando a caballo en una de sus fincas en Girardot, sin presentar problemas de salud que permitieran sospechar de sus problemas cardíacos.
Liévano fue homenajeado con los honores propios de un expresidente por órdenes del entonces presidente Turbay (quien también asistió a sus exequias), siendo celebradas en la Catedral Primada de Colombia, y posteriormente fue sepultado en el Cementerio Central de la capital colombiana. La ONU también expresó sus condolencias al gobierno colombiano.

## Familia
Indalecio era hijo de Nicolás Liévano Danies y de Emilia Aguirre.
Su padre, Nicolás, era urbanista, siendo hijo del arquitecto Indalecio Liévano Reyes, quien diseñó el palacio sede del gobierno de Bogotá, el Palacio de Liévano, bautizado así por el apellido de su diseñador. 

## Legado
De forma póstuma el gobierno colombiano expidió una serie de sellos postales en honor a Liévano, en 1992. Durante la conmemoración de su 25 aniversario de fallecido, la familia de Liévano donó a la Universidad Javeriana la biblioteca personal del egresado, en 2007.

## Obras
- Bolívar. (1956). EDIAPSA, México D.F.  2013, Grijalbo.
- Los grandes conflictos sociales y económicos de nuestra historia, (1962).
- Bolivarismo y Monroísmo, (1969). Caracas, 2007, Grijalbo.
- España y las luchas sociales del Nuevo Mundo, (1972).